# 일세 살라스
일세 살라스(Ilse Salas, 1981년 8월 26일 ~ )는 멕시코의 배우이다. 2019 아리엘상 여우주연상 수상자이다.